# كابتن مصر (فلم 2015)
كابتن مصر هو فيلم كوميدي ورياضي مصري عرض عام 2015، بطولة محمد إمام، حسن حسني، إدوارد، بيومي فؤاد، أحمد فتحي، محمد سلام، علي ربيع، من تأليف عمر طاهر، وإخراج معتز التوني.

## القصة
يحقق لاعب كرة قدم مكافح ما كان يطمح له منذ زمن بأن يكون واحدًا من أبرز لاعبي كرة القدم في مصر، لكن الرياح تأتي بما لا تشتهي السفن، حيث يقوم بدهس رجل امن بالخطأ أثناء قيادته للسيارة مما ينتج عنه اعاقة دائمة، ليحكم على اللاعب بالسجن لمدة 3 سنوات، لكن اليأس لا يعرف لشغفه طريقًا، فيقرر أن يشكل داخل السجن فريقًا محترفًا لكرة القدم من زملائه المساجين.

## طاقم التمثيل
| - محمد إمام: كمال "كونجو" - إدوارد: عادل السرجاني - بيومي فؤاد: جابر النمر - أحمد فتحي: شناوي - محمد سلام: قلاش | - علي ربيع: ديبة - مؤمن نور: الشيخ نبيل - طاهر أبو ليلة: شكوكو - حسن حسني: مأمور السجن - ضيف شرف - خالد سرحان: تايسون - ضيف شرف | - هالة فاخر: والدة كمال - ضيفة شرف - ياسر علي ماهر: وزير الداخلية - ضيف شرف - عبد الله مشرف: مدرب الفريق الألماني - ضيف شرف - شريف عامر: ضيف شرف - مجدي عبد الغني: ضيف شرف | - أكرم حسني: ضيف شرف - محمود بكر: ضيف شرف - الشيف حسن: ضيف شرف - محمد الفخراني: طفل |

## وصلات خارجية
- مقالات تستعمل روابط فنية بلا صلة مع ويكي بيانات
- صفحة الفيلم على موقع السينما